# Милтон (Делавер)
Милтон (енгл. Milton) град је у америчкој савезној држави Делавер. По попису становништва из 2010. у њему је живело 2.576 становника

## Демографија
| Група             | 2000.         | 2010.         |
| Белци             | 1.090 (65,8%) | 1.832 (71,1%) |
| Афроамериканци    | 403 (24,3%)   | 421 (16,3%)   |
| Азијати           | 8 (0,5%)      | 15 (0,6%)     |
| Хиспаноамериканци | 148 (8,9%)    | 241 (9,4%)    |
| Укупно            | 1.657         | 2.576         |